# Latex
 Denne artikel omhandler latex, altså naturgummi. Opslagsordet har også en anden betydning, se LaTeX.
 For alternative betydninger, se Gummi. (Se også artikler, som begynder med Gummi)
Latex eller naturgummi er en hvid mælkeagtig emulsion, der tappes gennem snit i barken på de 15-20 m høje kautsjuktræer, eller gummitræer (Hevea brasiliensis), som vokser i troperne – fortrinsvis i plantager. Af hvert træ kan der gennemsnitlig tappes syv gram latex om dagen. I 100 gram latex er de 30-35 gram kautsjuk, som kan udvindes ved koagulering (størkning), inden det videreforarbejdes. Verdensproduktionen af naturgummi forudsiges at stige 4,3 % årligt til 12,5 millioner ton i 2013.
Naturgummi adskiller sig fra kunstigt gummi ved, at huden lettere kan ånde gennem naturgummi.[kilde mangler]
Ordet latex bruges ofte som betegnelse for de tætsiddende gummidragter, der især forbindes med fetichisme og sadomasochisme.

## Reference
1. ↑  "Rubber-foundation.org" (PDF). Arkiveret fra originalen (PDF) 27. februar 2012. Hentet 2. november 2012.

## Ekstern kilde/henvisning
- Wikimedia Commons har flere filer relateret til Latex

- Lademanns Leksikon bind 11, under redaktion af cand. mag. Torben W. Langer, Lademanns Forlagsaktieselskab 1973.

| Naturvidenskab | Spire Denne naturvidenskabsartikel er en spire som bør udbygges. Du er velkommen til at hjælpe Wikipedia ved at udvide den. |